# 渡辺岩之助
渡辺 岩之助（わたなべ いわのすけ、1867年〈慶応3年12月〉- 1946年〈昭和21年〉11月20日）は、日本の陸軍軍人。最終階級は陸軍中将。

## 経歴
山口県出身。陸軍士官学校（旧10期）に入り、1888年（明治21年）7月28日、砲兵少尉任官。1892年（明治25年）11月、陸軍砲工学校高等科（1期）を優等で卒業。フランス駐在を経験。日露戦争に第1軍管理部長として出征。
1907年（明治40年）1月、陸軍大臣秘書官に就任し寺内正毅大臣に仕える。1908年（明治41年）12月、砲兵大佐に昇進し重砲兵第1連隊長となる。1914年（大正3年）5月、陸軍少将に進級し広島湾要塞司令官に就任。同年8月、臨時攻城砲司令官に発令され、青島の戦いに出征。1915年（大正4年）5月、重砲兵第1旅団長となり、1916年（大正5年）8月、陸軍重砲兵射撃学校長に異動。
1918年（大正7年）7月、陸軍中将に進み由良要塞司令官に着任。1918年（大正7年）11月、重砲兵監に移り、1919年（大正8年）4月、重砲兵監と野砲兵監を統合し新設された砲兵監に就任。1922年（大正11年）8月に待命となり、1923年（大正12年）3月、予備役に編入された。

## 栄典
- 1915年（大正4年）11月7日 - 功三級金鵄勲章・勲二等旭日重光章・大正三四年従軍記章[2]
- 1919年（大正8年）12月15日 - 戦捷記章[3]
- 1920年（大正9年）11月1日 - 大正三年乃至九年戦役従軍記章[4]
- 1940年（昭和15年）8月15日 - 紀元二千六百年祝典記念章[5]